# Kalica (rzeka)
Kalica – struga w województwie zachodniopomorskim, lewy dopływ Rurzycy.

## Charakterystyka
Niewielka rzeka płynąca w powiecie gryfińskim, przepływająca przez jezioro Mętno. Największym dopływem jest ciek bez nazwy łączący jezioro Górka (Kukla) z Kalicą. Ujście do Rurzycy ok. 1 km na południe od wsi Garnowo dwoma zmeliorowanymi ramionami.